# Laura Cottatellucci
Laura Cottatellucci ist Professorin für Digitale Übertragung an der Friedrich-Alexander-Universität Erlangen-Nürnberg am Department Elektrotechnik-Elektronik-Informationstechnik (EEI)

## Leben und Wirken
Laura Cottatellucci hat sich an der Universität Nizza-Sophia Antipolis (Frankreich) im Jahr 2015 habilitiert, an der Technischen Universität Wien in 2006 in Elektrotechnik und Informationstechnologie promoviert, und an der Universität La Sapienza in Rom 1995 einen Master-Abschluss in Elektrotechnik erworben.
Von 1995 bis 2000 war sie bei Telecom Italia als Verantwortliche für Industrieprojekte tätig, nachdem sie sich an der Telecom Italia School for Advanced Studies Guglielmo Reiss Romoli (1996, Italien) auf Netzwerke spezialisiert hatte. Sie hatte Gastaufenthalte bei EURECOM (Frankreich, 2005), FAU Erlangen-Nürnberg (Deutschland, 2010) und NTNU Trondheim (Norwegen, 2005, 2007). Von April 2000 bis September 2005 arbeitete sie als Senior Researcher am Forschungszentrum Telekommunikation Wien, Österreich, an CDMA-, MIMO- und Satellitensystemen. Von Januar bis November 2006 war sie Forschungsstipendiatin an der University of South Australia, wo sie an der Informationstheorie für Netzwerke mit unsicherer Topologie arbeitete. Bevor sie an die FAU Erlangen-Nürnberg kam, war sie von Juli 2016 bis November 2017 Associate Professor und von Dezember 2006 bis Juni 2016 Assistant Professor bei EURECOM. Seit Dezember 2017 ist sie Professorin für Digitale Übertragung am Institut für Digitale Übertragung der Friedrich-Alexander Universität (FAU) Erlangen-Nürnberg (Deutschland) und seit März 2018 außerplanmäßige Professorin am Lehrstuhl für Kommunikationssysteme bei EURECOM. 
Laura Cottatellucci ist derzeit Mitherausgeberin der IEEE Transactions on Communications (seit September 2015) und IEEE Transactions on Signal Processing (Februar 2016) und war Gastherausgeberin des EURASIP Journal on Wireless Communications and Networking (Sonderausgabe über kooperative Kommunikation). Im März 2018 erhielt sie die Auszeichnung als beste Redakteurin für IEEE Transactions on Signal Processing. Sie ist ein gewähltes Mitglied des IEEE Technical Committee on Signal Processing for Communications and Networking.
Ihre Forschungsinteressen liegen auf dem Gebiet der Kommunikationstheorie und Signalverarbeitung für drahtlose Kommunikation, Satelliten und komplexe Netzwerke. Ihre Beiträge in diesen Bereichen beruhen auf der Anwendung mathematischer Werkzeuge wie der Zufallsmatrixtheorie, der Optimierung und der Spieltheorie.

## Veröffentlichungen
- Liste der Veröffentlichungen, Friedrich-Alexander-Universität